# Aridai Cabrera
Aridai Cabrera Suárez (Las Palmas de Gran Canaria, 26 settembre 1988) è un calciatore spagnolo, attaccante dell'UD San Fernando.

## Palmarès

### Competizioni nazionali
- Copa Constitució: 1

Inter Escaldes: 2023
- Supercopa andorrana: 2

Inter Escaldes: 2021, 2022, 2023